# FC Nitra
Maillots
Le FC Nitra est un club slovaque de football basé à Nitra. 

## Historique
- 1909 : fondation du club. Nyitrai ÖTTSO.
- 1989 : 1re participation à une Coupe d'Europe (C3, saison 1989/90)

## Bilan sportif

### Palmarès
- Championnat de Tchécoslovaquie
  - Vice-champion : 1962

- Coupe de Slovaquie
  - Finaliste : 1975, 1983, 1987 et 1991

### Bilan européen
Note : dans les résultats ci-dessous, le score du club est toujours donné en premier
| Saison    | Compétition     | Tour           | Club            | Domicile | Extérieur | Total  |
| --------- | --------------- | -------------- | --------------- | -------- | --------- | ------ |
| 1989-1990 | Coupe UEFA      | Premier tour   | FC Cologne      | 0 - 1    | 1 - 4     | 1 - 5  |
| 2006      | Coupe Intertoto | Premier tour   | CS Grevenmacher | 6 - 2    | 6 - 0     | 12 - 2 |
| 2006      | Coupe Intertoto | Deuxième tour  | FK Dnipro       | 2 - 1    | 0 - 2     | 2 - 3  |
| 2008      | Coupe Intertoto | Premier tour   | Neftchi Bakou   | 3 - 1    | 0 - 2     | 3 - 3E |
| 2010-2011 | Ligue Europa    | Premier tour Q | Győri ETO       | 2 - 2    | 1 - 3     | 3 - 5  |

Légende
- Victoire ou qualification pour le tour suivant
- Match nul
- Défaite ou élimination de la compétition

## Anciens joueurs
- Ľubomír Moravčík